# Iveta Radičová
Iveta Radičová (7 de dezembro de 1956) é uma política eslovaca, antiga primeira-ministra da Eslováquia.
Radičová nasceu em Bratislava (então parte da desaparecida Checoslováquia e hoje capital da Eslováquia) em 7 de dezembro de 1956; estudou sociologia na Universidade Comenius de Bratislava e na Universidade de Oxford (no Reino Unido), graduando-se em 1979. Entre 1979 e 1989 trabalhou no Instituto de Sociologia da Academia Eslovaca de Ciências.
Entre 1990 e 1993 Radičová trabalhou no Departamento de Sociologia da Universidade Comenius. De 1993 a 1997 foi subdiretora da Academia Istropolitana. Entre 1997 e 2005 colaborou no Departamento de Ciências Políticas da Universidade Comenius; em 2005 Radičová obteve um cargo de professora titular da cátedra de sociologia nessa mesma universidade, e foi designada Diretora de Sociologia da Academia Eslovaca de Ciências.
Radičová é viúva, tendo sido casada com o comediante Stano Radič, falecido em 2005. Tem uma filha, com quem vive. Entre 2006 e 2009 viveu como união de facto com o desportista paraolímpico (move-se em cadeira de rodas) Ján Riapoš, algo que lhe valeu críticas de alguns membros do clero católico num país católico conservador.       

## Carreira política
Entre 1990 e 1992 Radičová pertenceu ao movimento político eslovaco Público Contra a Violência, que tinha sido fundado em 19 de novembro de 1989 e que desempenhou um papel importante na Revolução de Veludo, o movimento popular democrático que obrigou o regime comunista da Checoslováquia a convocar eleições livres e a ceder o poder.
Em 17 de outubro de 2005 Radičová foi nomeada Ministra do Trabalho, Família e Assuntos Sociais pelo então primeiro-ministro da Eslováquia Mikuláš Dzurinda; permaneceu no cargo até 4 de julho de 2006 quando terminou o governo de Dzurinda. Desde 2006 é militante do partido União Democrática e Cristã Eslovaca-Partido Democrático (SDKÚ-DS é a sigla na língua eslovaca), partido conservador de centro-direita que nasceu em 21 de janeiro de 2006 como resultado da fusão entre a União Cristã e Democrática Eslovaca e o Partido Democrático.
Nas eleições parlamentares de 17 de junho de 2006 Radičová foi eleita deputada da Assembleia Nacional da República Eslovaca, e ao instalar-se a Assembleia foi eleita vice-presidente da mesma em representação do seu partido. Também foi vice-presidente do Comité Parlamentar de Assuntos Sociais e Habitação.
Radičová foi candidata à Presidência da República Eslovaca (um cargo principalmente cerimonial ou simbólico no sistema de governo de república parlamentar da Eslováquia) por uma aliança do seu partido e outros cinco partidos mais nas eleições presidenciais de 2009, mas saiu derrotada na segunda volta eleitoral celebrada em 4 de abril de 2009 por Ivan Gašparovič. Gašparovič obteve 1 234 787 votos populares (55,53% do total de votos na segunda volta) e Radičová obteve 988 808 sufrágios populares equivalentes a 44,47%.
Em 21 de abril de 2009, durante uma sessão parlamentar Radičová cometeu uma fraude quando votou como se fosse outra deputada do seu partido que não pôde chegar a tempo à votação; por este motivo, Radičová teve que renunciar ao cargo de deputada dois dias depois, em 23 de abril.

## Radičová primeira-ministra da Eslováquia
Em 3 de março de 2010 Radičová ganhou as eleições primárias internas do seu partido, derrotando Ivan Mikloš, experimentado dirigente do SDKÚ-DS.O primeiro lugar da lista levou Radičová a "líder eleitoral" do seu partido (mas não à presidência do mesmo) e candidata do SDKÚ-DS ao cargo de primeira-ministra da Eslováquia. As eleições primárias internas tiveram que ser convocadas logo após o presidente de partido, Mikuláš Dzurinda, ter tido de renunciar a encabeçar a lista e ser candidato a primeiro-ministro devido a um escândalo de financiamento irregular do partido.
As eleições parlamentares de 2010 foram realizadas em 12 de junhoe o partido Direção-Social-Democrata do então primeiro-ministro e candidato à reeleição Robert Fico obteve o primeiro lugar nos resultados oficiais ao atingir 880 111 votos populares que equivaliam a 34,79% de total dos sufrágios emitidos e ganhar 62 deputados na Assembleia Nacional da República Eslovaca.
Porém, apesar de ter obtido o primeiro lugar nas eleições, o então primeiro-ministro Robert Fico e o seu partido ficaram longe da maioria absoluta de 76 deputados que necessitava para se reeleger como primeiro-ministro. 
Por sua vez, os partidos opositores de centro-direita conseguiram o apoio necessário para formar governo: o SDKÚ-DS de Radičová ficou em segundo lugar nas eleições ao obter 390 042 votos populares equivalentes a 15,42% de total e ter 28 deputados. O partido liberal de direita Liberdade e Solidariedade (SaS é a sigla em eslovaco) ficou em terceiro lugar com 307 287 sufrágios equivalentes a 12,14% e 22 deputados. O democrata-cristão de centro-direita Movimento Democrático Cristiano (KDH é a sigla em eslovaco) ficou em quarto obtendo 215 755 votos equivalentes a 8,52% e 15 deputados. O partido Most–Híd que defende a minoria étnica húngara da Eslováquia ficou em quinto com 205 538 sufrágios equivalentes a 8,12% e 14 deputados. Juntos estes quatro partidos sobraram para que nesse momento a oposição de direita somasse 79 deputados, três mais do que os necessários para eleger o próximo primeiro-ministro e formar governo.
Os partidos nacionalistas eslovacos que tinham estado aliados à Direção-Social Democracia no governo de Fico tiveram forte quebra e só um conseguiu superar a barreira mínima de votos necessária para entrar no Parlamento: foi o Partido Nacional Eslovaco que ficou em sexto lugar com 128 490 votos equivalentes a 5,07% e 9 deputados; somados aos do partido de Robert Fico, chegavam apenas a 71 deputados.
Com estes resultados a única forma de Robert Fico ser reeleito primeiro-ministro era que um ou vários dos partidos de direita na oposição aceitasse assinar um acordo consigo para formação de governo, mas os quatro partidos não se mostraram interessados, preferindo um acordo alternativo para formação de um governo chefiado por Radičová.